# Tatjana Polnova
Tatjana Polnova, född den 20 april 1979 som Tatjana Zaykova, är en rysk friidrottare som tävlar i stavhopp. Under åren 1998 till 2002 tävlade hon för Turkiet under namnet Tuna Kostem.
Polnovas genombrott kom när hon vann guld vid Universiaden 2003. Hon deltog även vid VM i Helsingfors där hon slutade fyra efter att ha klarat 4,50. Hon deltog även vid EM 2006 i Göteborg där hon slutade på en tredje plats efter att ha klarat 4,65. Vid VM 2007 blev hon nia med ett hopp på 4,60.

## Personliga rekord
- Stavhopp - 4,78 meter